# Windows Genuine Advantage
O Windows Genuine Advantage (WGA), em tradução  - Vantagens do Windows Original - , é um sistema anti-pirataria desenvolvido pela Microsoft junto com o "MPA" para verificar se a cópia do sistema operacional Windows instalada no computador do usuário é original ou não.
É identificado por uma mensagem que aparece toda vez que o usuário liga o computador logo após a tela "Bem Vindo" do Windows e por uma estrela azul perto do relógio do Windows.
Se o programa relatar que o Windows do Usuário não for original, ele  restringe o acesso a updates e upgrades de programas da empresa, tais como o Windows Media Player 11, Windows Defender entre outros que também requerem a validação.Tal sistema só poderá receber as Atualizações Críticas de Segurança.

## Características
A validação WGA é um processo que valida a atual instalação do Windows e sua chave de licença junto com o hardware envolvidos. É acessível por qualquer um programa autônomo, ou como um controle ActiveX no Internet Explorer, o último dos quais é relevante para qualquer tentativa de acesso Microsoft atualizações através do seu navegador. Ele inclui os seguintes passos: 
Após a sua primeira visita ao Windows Update ou Microsoft Update, os usuários recebem uma mensagem obrigando-os a validar sua cópia do Windows pelo download de um controle ActiveX que verifica a autenticidade do seu software Windows. Caso seja bem sucedido na validação do Windows, que armazena uma licença especial arquivo no PC para uma futura verificação. 
Após a validação bem sucedida, a atualização regular download pode continuar. 
Se uma instância do Windows não parece ter uma licença válida, WGA exibe um aviso específico para o usuário e não evita atualizações críticas de ser descarregado da Microsoft. 
O controle ActiveX é descarregado na primeira validação e quando uma nova versão está disponível, mas a própria validação pode ser feita a qualquer momento o usuário se conecta a um site Microsoft para atualizar. 
No Windows Vista, WGA quando falha na validação tem um impacto maior. Além de notificação e persistente da desativação de não atualizações críticas, WGA também desabilita Aero Windows, Windows Defender, e ReadyBoost. O usuário é dado um período de carência em que, em seguida, passam a validação, depois que a maioria do sistema operacional Windows está desativado e retorna ao modo de funcionalidade reduzida, que foi removida no Service Pack 1 do Windows Vista, juntamente com o seu verdadeiro estado de não - Favor dos avisos proeminentes em sistemas não encontrado para ser verdadeira.

## Instalação
Se o seu Computador estiver com as Atualizações Automáticas ativadas, ele é baixado dos servidores da Microsoft e se instala automaticamente como qualquer atualização. Depois da Instalação, o computador precisa ser reiniciado. Então logo após a tela "Bem Vindo" do Windows o Windows Genuine Advantage entra em ação.

## Funcionamento
O processo é muito simples. O WGA verifica se a sua chave de registro (a chamada CD-Key) é uma das que estão registradas nos servidores da Microsoft.
Ao comprar um computador com Windows pré-instalado legalmente em uma loja ou departamento do gênero, o mesmo virá com uma etiqueta colada em sua lateral, denominada COA - acrônimo para Certificado de Autenticidade. Nela está escrita a Chave de Registro/CD-Key de 25 caracteres e o modelo do seu computador.
Ao ser reiniciado após a instalação, o WGA conecta-se aos servidores da Microsoft para verificar se sua Cd-Key se encontra cadastrada no mesmo ou se ela já é usada por outro computador, tornando ambos piratas. Ele funciona unido ao Windows, ou seja, usou o Windows, usou o WGA. Já houve casos em que pessoas usando o Windows original tiveram problemas com o WGA porque o mesmo alegava que seus sistemas não eram originais.
Quando um usuário cancela a instalação WGA, dados do computador são enviados (sem aviso) para a Microsoft.

## Dados recolhidos
Windows Genuine Advantage recolhe os seguintes componentes
- Computador marca e modelo
- BIOS checksum.
- Endereço MAC.
- Um número exclusivo atribuído ao seu computador pelas ferramentas (Globally Unique Identifier ou GUID)
- Disco rígido número de série.
- Região e configurações de idioma do sistema operacional.
- Versão do sistema operacional.
- PC BIOS informações (marca, versão, data).
- PC fabricante.
- Usuário local configuração.
- Validação e instalação resultados.
- Windows ou Office produto-chave.
- Windows XP produto ID.

## A Mensagem de identificação
| “ | Esta cópia do Windows não é original. Você pode ter sido vítima de falsificação de software. | ” |

A mensagem, que aparece na inicialização do computador do usuário rodando o sistema, leva a uma janela que adverte: "Clique em Obter Original agora para receber mais informações e solucionar esse problema". Ao clicar na janela, o usuário do Windows não-original é levado a uma página da Microsoft e convidado a comprar uma versão legalizada do programa.
Depois de reinicializado o computador, seu ícone - uma estrela azul, localizada no canto direito perto do relógio - se mantém ativado para a verificação contínua. "Para desabilitar o programa, basta abrir a ferramenta de notificações que se encontra na barra de ferramentas do Windows", explica a Microsoft.

## Validar Windows Pirata como Original
Há alguns "truques" que permitem validar um Windows Pirata, fazendo com que o mesmo seja reconhecido como original pelo Genuine Advantage. Desta maneira, o WGA acaba permitindo a instalação de atualizações disponibilizadas no Microsoft Update, entre outras vantagens.
Esses truques são considerados ilegais pela Microsoft; porém vários sites disponibilizam maneiras de realizar esta validação.